# 矢田村 (奈良県)
矢田村（やたむら）は奈良県北西部、生駒郡に属していた村。現在は大和郡山市の北西部。

## 歴史
- 1889年（明治22年）4月1日 - 町村制の施行により、添下郡 矢田村, 城村, 外川村, 山田村, 新村が合併し矢田村が成立。
- 1897年（明治30年）4月1日 - 郡制の施行により所属郡が生駒郡に変更。
- 1953年（昭和28年）12月10日 - 郡山町に編入され、消滅。